# Дистаннид палладия
Дистаннид палладия — бинарное интерметаллическое неорганическое соединение
палладия и олова
с формулой PdSn2,
кристаллы.

## Получение
- Сплавление стехиометрических количеств чистых веществ:

{\displaystyle {\mathsf {Pd+2Sn\ {\xrightarrow {600^{o}C}}\ PdSn_{2}}}}

## Физические свойства
Дистаннид палладия образует кристаллы
ромбической сингонии,
пространственная группа A ba2,
параметры ячейки a = 0,6491 нм, b = 0,6491 нм, c = 1,2179 нм, Z = 8
.
При быстром охлаждении расплава образуются кристаллы
моноклинной сингонии,
параметры ячейки a = 0,393 нм, b = 0,618 нм, c = 0,638 нм, β = 88,5°, Z = 2.
При медленном охлаждении образуются кристаллы
тетрагональной сингонии,
пространственная группа I 4/mcm,
параметры ячейки a = 0,6490 нм, c = 2,4378 нм, Z = 16,
структура типа диалюминиймеди Al2Cu.
Соединение образуется по перитектической реакции при температуре 600°C .